# Casal dos Bernardos
Casal dos Bernardos est une ancienne freguesia portugaise située dans le district de Santarém.
En 2013, à la suite d'une réforme administrative nationale, la freguesia est remplacée par l' "União das Freguesias de Rio de Couros e Casal dos Bernardos" (Union des freguesias de Rio de Couros et Casal dos Bernardos).
Sa superficie est de 23,97 km2 et sa population de 1 041 habitants (2001), soit une densité de 43,4 hab/km2.

## Villages
- Cacinheira
- Casais Galegos
- Casal dos Bernardos
- Casal dos Moleiros
- Casalinho
- Cova do Lobo
- Estreito
- Formarigos
- Olheiros
- Salgueira de Baixo
- Salgueira de Cima
- Salgueira do Meio
- Várzea da Cacinheira

## Distance
- Ourém : 19 km
- Alvaiázere : 20 km
- Tomar : 28 km
- Fátima : 28 km
- Pombal : 28 km
- Leiria : 36 km